# Hamza Al-Dahdouh
Hamza Wael Hamdan Al-Dahdouh (àrab: حمزة وائل حمدان الدحدوح, Ḥamza Wāʾil Ḥamdān ad-Daḥdūḥ) (Gaza, 7 de juliol de 1996 - Khan Yunis, 7 de gener de 2024) va ser un periodista i fotògraf palestí.
Fill del periodista Wael Al- Dahdouh, es va llicenciar en periodisme i mitjans de comunicació per la Universitat Al-Azhar de Gaza.
El 25 d'octubre de 2023 va perdre diversos membres de la seva família, incloent-hi la seva mare, Amna Al-Dahdouh, la seva germana, Sham, i el seu germà, Mahmoud, com a resultat d'un atac aeri realitzat per la Força Aèria Israeliana a la casa a la qual havia estat desplaçada la seva família al sud de la vall de Gaza, concretament al campament de Nuseirat.
El 7 de gener de 2024 va morir juntament amb el seu col·lega Mustafa Thuraya en un atac aeri israelià contra un vehicle de periodistes a la zona occidental de Khan Yunis, al sud de la Franja de Gaza. Hamza i Mustafa estaven en una missió de treball per Al Jazeera per cobrir les condicions dels desplaçats, havien començat a treballar junts després de l'esclat de la guerra palestino-israeliana del 2023. L'exèrcit d'Israel va justificar l'assassinat assegurant que pertanyien a grups terroristes.